# Unione Sportiva Lucchese Libertas 1965-1966
Questa pagina raccoglie le informazioni riguardanti l'Unione Sportiva Lucchese Libertas nelle competizioni ufficiali della stagione 1965-1966.

## Rosa
| N. |                   | Ruolo | Calciatore           |
| -- | ----------------- | ----- | -------------------- |
|    | Italia (bandiera) | C     | Andrea Agnoletto     |
|    | Italia (bandiera) | C     | Leo Baldasseroni     |
|    | Italia (bandiera) | C     | Simone Biagini       |
|    | Italia (bandiera) |       | Brondi               |
|    | Italia (bandiera) | A     | Luigi Buglioni       |
|    | Italia (bandiera) | A     | Umberto Campioli     |
|    | Italia (bandiera) | C     | Mario Conti          |
|    | Italia (bandiera) | A     | Giuseppe Errichiello |
|    | Italia (bandiera) | C     | Giuseppe Fiaschi     |
|    | Italia (bandiera) | P     | Giancarlo Giglioli   |
|    | Italia (bandiera) | D     | Antonello Hellies    |

| N. |                   | Ruolo | Calciatore         |
| -- | ----------------- | ----- | ------------------ |
|    | Italia (bandiera) | C     | Gastone Marchi     |
|    | Italia (bandiera) | A     | Bruno Matassini    |
|    | Italia (bandiera) | C     | Martino Michelini  |
|    | Italia (bandiera) | A     | Adelindo Moriconi  |
|    | Italia (bandiera) | A     | Luigi Peronace     |
|    | Italia (bandiera) | D     | Giovanni Romani    |
|    | Italia (bandiera) | C     | Alessandro Sartini |
|    | Italia (bandiera) | P     | Silvano Semenzin   |
|    | Italia (bandiera) | P     | Gennaro Tassini    |
|    | Italia (bandiera) | D     | Giorgio Tosi       |
|    | Italia (bandiera) |       | Vinciarelli        |